# Provincial Reconstruction Team

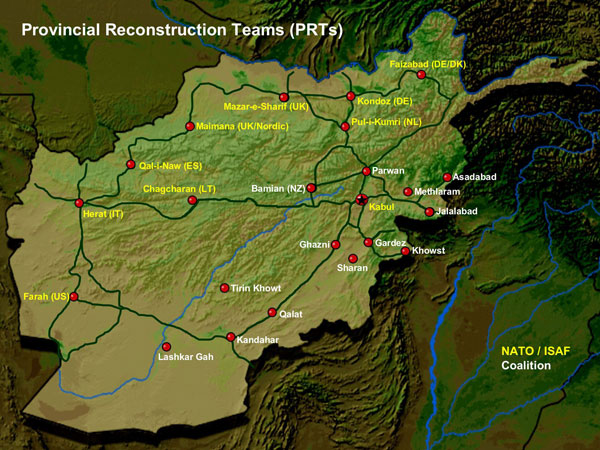
Carta indicante i PRT istituiti in Afghanistan nel 2005.

Un Provincial Reconstruction Team (PRT) è un organismo amministrativo a carattere civile-militare che, attraverso la conduzione di attività CIMIC (cooperazione tra civili e militari), ha la responsabilità di assistere le istituzioni locali di uno Stato nel consolidare ed accrescere la propria autorità, al fine di facilitare lo sviluppo di un ambiente stabile e sicuro e concorrendo alla riforma del settore della sicurezza e più in generale alla ricostruzione di Paese dove la forza militare è intervenuta. 
I primi PRT furono istituiti per volere del governo degli Stati Uniti d'America all'inizio del 2002 in Afghanistan, nell'ambito dei più vasti eventi della guerra in Afghanistan, mentre nel 2008 alcuni PRT sono stati istituiti anche in Iraq durante l'intervento statunitense nel paese: benché con composizione e missioni diverse, i PRT in Afghanistan e in Iraq rispondono entrambi alla stessa esigenza di base, istituire e consolidare l'autorità dello Stato centrale sul territorio.
I PRT sono la risposta concreta ad un'esigenza operativa che integra al suo interno personale militare e civile per affrontare simultaneamente le questioni della sicurezza, della stabilizzazione, della ricostruzione e del dialogo con la popolazione e le autorità locali, facilitando il flusso di aiuti umanitari, assicurando il supporto alle attività di ricostruzione condotte dalle IO/GO (organizzazioni internazionali, organizzazioni governative) e Ngo (organizzazioni non governative) operanti nella regione.